# Warren William
Warren William, född 2 december 1894 i Aitkin, Minnesota, USA, död 24 september 1948 i Hollywood, Kalifornien, USA var en amerikansk skådespelare.

## Filmografi i urval
- 1941 – Varulven
- 1940 – Skarpskytten i Arizona
- 1939 – Den suveräne tjuven
- 1936 – Satan Met a Lady
- 1935 – Att älska är att leva
- 1934 – Cleopatra
- 1933 – Lady för en dag
- 1933 – Gold Diggers 1934
- 1933 – Vi som gå affärsvägen

## Fotnoter
1. 1 2  SNAC, SNAC Ark-ID: w6721xc5, läs online, läst: 9 oktober 2017.[källa från Wikidata]
2. 1 2  Internet Broadway Database, Internet Broadway Database person-ID: 65000, läst: 9 oktober 2017.[källa från Wikidata]
3. 1 2  Find a Grave, Find A Grave-ID: 6917251, läs online, läst: 9 oktober 2017.[källa från Wikidata]